# Yuriria chapalae
Yuriria chapalae är en fiskart som först beskrevs av Jordan och Snyder, 1899.  Yuriria chapalae ingår i släktet Yuriria och familjen karpfiskar. Inga underarter finns listade i Catalogue of Life.